# Лі-О-Лейон
Лі-О-Лейон (фр. Lys-Haut-Layon) — муніципалітет у Франції, у регіоні Пеї-де-ла-Луар, департамент Мен і Луара. Лі-О-Лейон утворено 1 січня 2016 року шляхом злиття муніципалітетів Ле-Серке-су-Пассаван, Ла-Фосс-де-Тіньє, Нюей-сюр-Лейон, Танкуаньє, Тіньє, Тремон i Віє. Адміністративним центром муніципалітету є Віє. Населення — 7724 особи (01.01.2021).